# Le Born, Haute-Garonne
Le Born är en kommun i departementet Haute-Garonne i regionen Occitanien i södra Frankrike. Kommunen ligger i kantonen Villemur-sur-Tarn som tillhör arrondissementet Toulouse. År 2022 hade Le Born 658 invånare.

## Befolkningsutveckling
Antalet invånare i kommunen Le Born
Referens:INSEE

## Monument

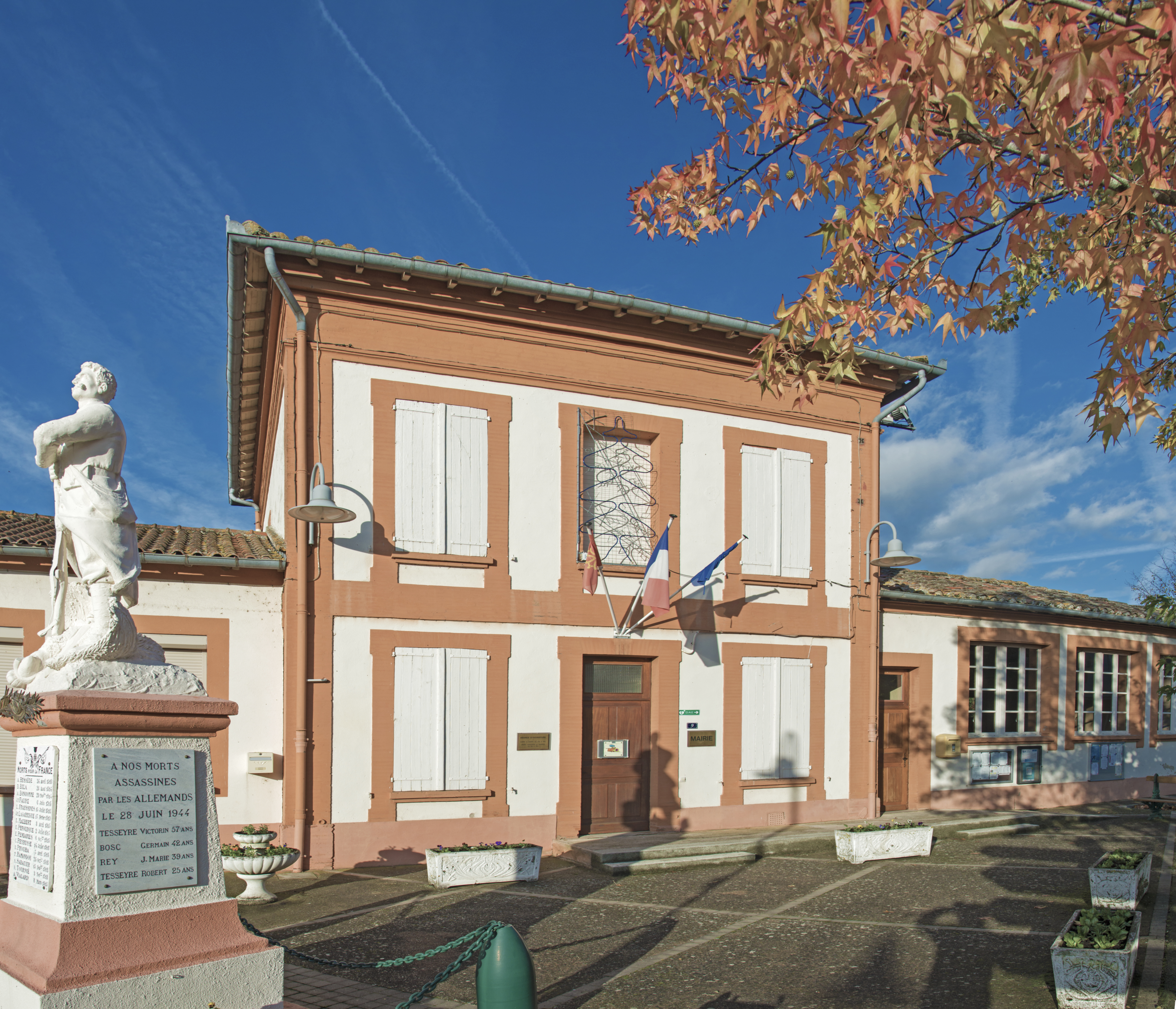
Stadshus
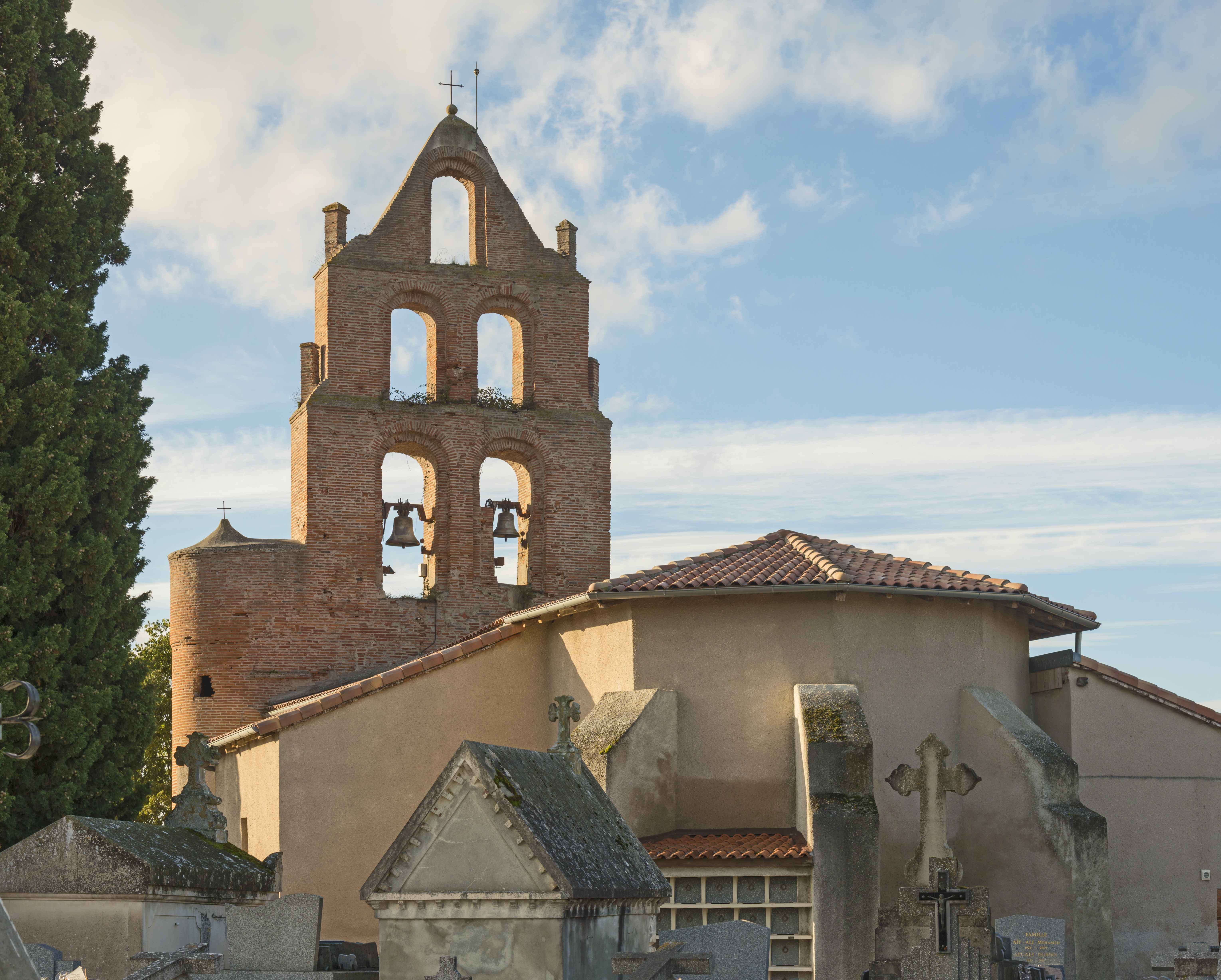
Kyrkan